# Каменна Река
Ка́менна Река́ (болг. Каменна река) — село в Хасковській області Болгарії. Входить до складу общини Тополовград.

## Населення
За даними перепису населення 2011 року у селі проживала 91 особа, усі — болгари.
Розподіл населення за віком у 2011 році:
Динаміка населення: